# 辽宁广原足球俱乐部
辽宁广原足球俱乐部(Liaoning Guangyuan Football Club) 是2007年参加了新加坡职业足球联赛的中国足球俱乐部，球队人员以当时中国足球超级联赛球队辽宁足球俱乐部的梯队为主，球队的主要赞助商为广原房产开发集团，主体育场为女皇镇体育场。
不过2007年赛季结束前，即发生了球队职员、球员涉嫌赌球假球的情况，最终数名球员被判刑，而总经理兼领队王鑫则逃回了中国，直到2009年才通过国际刑警通缉令被拘捕。事件发生后，广原没有再被邀请参加2008年及以后的新加坡联赛，未受牵连的球员各自返回中国，俱乐部从此不复存在。